# WTA-toernooi van Newport (VS)
Het WTA-toernooi van Newport is een voormalig tennistoernooi voor vrouwen dat van 1971 tot en met 1974 en van 1983 tot en met 1990 plaatsvond in de Amerikaanse stad Newport. De officiële naam van het toernooi was Virginia Slims of Newport.
De WTA organiseerde het toernooi, dat laatstelijk in de categorie "Tier III" viel en werd gespeeld op gras.
Er werd door 32 deelneemsters per jaar gestreden om de titel in het enkelspel, en door 16 paren om de dubbelspeltitel. Aan het kwalificatietoernooi voor het enkelspel namen 32 speelsters deel, met vier plaatsen in het hoofdtoernooi te vergeven.
In de periode 1983–1990 werd tegelijkertijd het ATP-toernooi van Newport gespeeld. Rond dit toernooi, dat in juli plaatsvindt bij de internationale Tennis Hall of Fame, worden jaarlijks de nieuwe leden van deze Hall of Fame ingehuldigd.
Van 1991 tot en met 2024 werd er niet door de vrouwen in Newport getennist. In 2025 werd dit hervat, in de categorie WTA 125.

## Officiële namen
| 1971–1972 | Virginia Slims of Newport                |
| 1973      | Virginia Slims Grass Court Championships |
| 1974      | Virginia Slims of Newport                |
| 1983      | Virginia Slims Hall of Fame Classic      |
| 1984–1990 | Virginia Slims of Newport                |
| 2025      | Hall of Fame Open                        |

## Meervoudig winnaressen enkelspel
| speelster      | aantal titels | in de jaren |
| -------------- | ------------- | ----------- |
| Margaret Court | 2             | 1972, 1973  |
| Chris Evert    | 2             | 1974, 1985  |
| Pam Shriver    | 2             | 1986, 1987  |

## Enkel- en dubbelspeltitel in één jaar
| speelster      | in het jaar |
| -------------- | ----------- |
| Margaret Court | 1972        |
| Chris Evert    | 1985        |

## Finales

### Enkelspel
| Datum      | Naam                    | Cat.          | ($)           | Ondergrond    | Winnares                | Verliezend finaliste | Uitslag       |               |
| ---------- | ----------------------- | ------------- | ------------- | ------------- | ----------------------- | -------------------- | ------------- | ------------- |
| 1971-08-28 | VS of Newport           |               | 20.000        | gras, buiten  | Kerry Melville          | Françoise Dürr       | 6-3, 6-7, 7-6 | details       |
| 1972-08-22 | VS of Newport           |               | 18.000        | gras, buiten  | Margaret Court          | Billie Jean King     | 6-4, 6-1      | details       |
| 1973-08-19 | VS Grass Court Champ's  |               | 30.000        | gras, buiten  | Margaret Court          | Julie Heldman        | 6-3, 6-2      | details       |
| 1974-08-19 | VS of Newport           |               | 30.000        | gras, buiten  | Chris Evert             | Betsy Nagelsen       | 6-4, 6-3      | details       |
| 1975–1982  | geen toernooi           | geen toernooi | geen toernooi | geen toernooi | geen toernooi           | geen toernooi        | geen toernooi | geen toernooi |
| 1983-07-11 | VS Hall of Fame Classic |               | 100.000       | gras, buiten  | Alycia Moulton          | Kim Shaefer          | 6-3, 6-2      | details       |
| 1984-07-30 | VS of Newport           |               | 150.000       | gras, buiten  | Martina Navrátilová     | Gigi Fernández       | 6-3, 7-6      | details       |
| 1985-07-15 | VS of Newport           |               | 150.000       | gras, buiten  | Chris Evert             | Pam Shriver          | 6-4, 6-1      | details       |
| 1986-07-14 | VS of Newport           |               | 150.000       | gras, buiten  | Pam Shriver             | Lori McNeil          | 6-4, 6-2      | details       |
| 1987-07-13 | VS of Newport           |               | 150.000       | gras, buiten  | Pam Shriver             | Wendy White          | 6-2, 6-4      | details       |
| 1988-07-11 | VS of Newport           | Tier IV       | 200.000       | gras, buiten  | Lori McNeil             | Barbara Potter       | 6-4, 4-6, 6-3 | details       |
| 1989-07-17 | VS of Newport           | Tier IV       | 200.000       | gras, buiten  | Zina Garrison           | Pam Shriver          | 6-0, 6-1      | details       |
| 1990-07-16 | VS of Newport           | Tier III      | 225.000       | gras, buiten  | Arantxa Sánchez Vicario | Jo Durie             | 7-6, 4-6, 7-5 | details       |

### Dubbelspel
| Datum      | Naam                    | Cat.          | ($)           | Ondergrond    | Winnaressen                     | Verliezend finalistes           | Uitslag       |               |
| ---------- | ----------------------- | ------------- | ------------- | ------------- | ------------------------------- | ------------------------------- | ------------- | ------------- |
| 1971-08-28 | VS of Newport           |               | 20.000        | gras, buiten  | Judy Dalton Françoise Dürr      | Kerry Harris Kerry Melville     | 6-2, 6-1      | details       |
| 1972-08-22 | VS of Newport           |               | 18.000        | gras, buiten  | Margaret Court Lesley Hunt      | Rosie Casals Billie Jean King   | 6-2, 6-2      | details       |
| 1973-08-19 | VS Grass Court Champ's  |               | 30.000        | gras, buiten  | Françoise Dürr Betty Stöve      | Janet Newberry Pam Teeguarden   | 6-4, 6-3      | details       |
| 1974-08-19 | VS of Newport           |               | 30.000        | gras, buiten  | Lesley Charles Sue Mappin       | Gail Sherriff Julie Heldman     | 6-2, 7-5      | details       |
| 1975–1982  | geen toernooi           | geen toernooi | geen toernooi | geen toernooi | geen toernooi                   | geen toernooi                   | geen toernooi | geen toernooi |
| 1983-07-11 | VS Hall of Fame Classic |               | 100.000       | gras, buiten  | Barbara Potter Pam Shriver      | Barbara Jordan Elizabeth Sayers | 6-3, 6-1      | details       |
| 1984-07-30 | VS of Newport           |               | 150.000       | gras, buiten  | Alycia Moulton Paula Smith      | Lea Antonoplis Beverly Mould    | 7-5, 7-6      | details       |
| 1985-07-15 | VS of Newport           |               | 150.000       | gras, buiten  | Chris Evert Wendy Turnbull      | Pam Shriver Elizabeth Smylie    | 6-4, 7-6      | details       |
| 1986-07-14 | VS of Newport           |               | 150.000       | gras, buiten  | Terry Holladay Heather Ludloff  | Cammy MacGregor Gretchen Rush   | 6-1, 6-7, 6-3 | details       |
| 1987-07-13 | VS of Newport           |               | 150.000       | gras, buiten  | Gigi Fernández Lori McNeil      | Anne Hobbs Kathy Jordan         | 7-6, 7-5      | details       |
| 1988-07-11 | VS of Newport           | Tier IV       | 200.000       | gras, buiten  | Rosalyn Fairbank Barbara Potter | Gigi Fernández Lori McNeil      | 6-4, 6-3      | details       |
| 1989-07-17 | VS of Newport           | Tier IV       | 200.000       | gras, buiten  | Gigi Fernández Lori McNeil      | Elizabeth Smylie Wendy Turnbull | 6-3, 6-7, 7-5 | details       |
| 1990-07-16 | VS of Newport           | Tier III      | 225.000       | gras, buiten  | Lise Gregory Gretchen Magers    | Patty Fendick Anne Smith        | 7-6, 6-1      | details       |